# بالتروم
بالتروم هي جزيرة حاجزة على ساحل شرق فريزيا (بالألمانية: Ostfriesland)‏، في ألمانيا، وبلدية في district of Aurich، سكسونيا السفلى.

## أعلام
- أدولف ماير